# República Checa en los Juegos Olímpicos de Tokio 2020
La República Checa estuvo representada en los Juegos Olímpicos de Tokio 2020 por un total de 113 deportistas que compitieron en 22 deportes. Responsable del equipo olímpico fue el Comité Olímpico Checo, así como las federaciones deportivas nacionales de cada deporte con participación.
Los portadores de la bandera en la ceremonia de apertura fueron el jugador de baloncesto Tomáš Satoranský y la tenista Petra Kvitová.

## Medallistas
El equipo olímpico de la República Checa obtuvo las siguientes medallas:
| Nombre                                | Deporte               | Competición          |
| ------------------------------------- | --------------------- | -------------------- |
| Oro                                   |                       |                      |
| Lukáš Krpálek                         | Judo                  | +100 kg M            |
| Jiří Prskavec                         | Piragüismo en eslalon | K1 M                 |
| Barbora Krejčíková Kateřina Siniaková | Tenis                 | Dobles F             |
| Jiří Lipták                           | Tiro                  | Foso M               |
| Plata                                 |                       |                      |
| Jakub Vadlejch                        | Atletismo             | Jabalina M           |
| Lukáš Rohan                           | Piragüismo en eslalon | C1 M                 |
| Markéta Vondroušová                   | Tenis                 | Individual F         |
| David Kostelecký                      | Tiro                  | Foso M               |
| Bronce                                |                       |                      |
| Vítězslav Veselý                      | Atletismo             | Jabalina M           |
| Alexander Choupenitch                 | Esgrima               | Florete individual M |
| Josef Dostál Radek Šlouf              | Piragüismo            | K2 1000 m M          |